# Hans Georg Krauthäuser
Hans Georg Krauthäuser (* 6. Februar 1965 in Köln) ist ein deutscher Physiker.

## Leben
Krauthäuser studierte ab 1984 an der Universität zu Köln Physik und schloss sein Studium 1992 mit einer Diplomarbeit zum Thema Bestimmung von Teilchengrößenverteilungen mesoskopischer Systeme mittels Röntgen-Kleinwinkelstreuung ab. Seine 1996 an der Universität zu Köln beendete Dissertation beschäftigte sich mit dem Thema Analyse inverser Probleme: die Struktur-Interferenz-Methode und ihre Anwendung auf die Kleinwinkelstreuung. Krauthäuser arbeitete bis 2008 als wissenschaftlicher Assistent bzw. später Oberassistent am Institut für Grundlagen der Elektrotechnik der Otto-von-Guericke-Universität Magdeburg, wo er im Jahr 2007 seine Habilitation zum Thema Grundlagen und Anwendungen von Modenverwirbelungskammern abschloss. 
Seit 2008 ist Krauthäuser Professor für Theoretische Elektrotechnik und Elektromagnetische Verträglichkeit an der Technischen Universität Dresden. An der Fakultät Elektrotechnik und Informationstechnik der TU Dresden war er von 2012 bis 2015 auch als Studiendekan für den Bereich Elektrotechnik aktiv. Von 2015 bis 2020 gehörte er als Prorektor für Bildung und Internationales dem Rektorat der Universität an. Krauthäuser forscht und veröffentlicht unter anderem zu Modenverwirbelungskammern; seit 2010 besitzt die TU Dresden ein solches Forschungsgroßgerät.

## Publikationen (Auswahl)
- Hans Georg Krauthäuser: Analyse inverser Probleme: die Struktur-Interferenz-Methode und ihre Anwendung auf die Kleinwinkelstreuung. Shaker, Aachen 1996.
- Tobias Kruse, Hans Georg Krauthäuser, Anna Spanoudakim, Rolf Pelster: Agglomeration and chain formation in ferrofluids: Two-dimensional x-ray scattering. In: Physical Review B, Band 67, Nr. 9, 2003.
- Hans Georg Krauthäuser: Die Anzahl der statistisch unabhängigen Randbedingungen in Modenverwirbelungskammern. In: Kurt Feser (Hrsg.): Elektromagnetische Verträglichkeit.  VDE, Berlin et al. 2004, S. 87–94.
- Hans Georg Krauthäuser: Grundlagen und Anwendungen von Modenverwirbelungskammern. Habilitationsschrift, Magdeburg 2007.
- Hans Georg Krauthäuser: Statistical Analysis of the Correlation of Emission Limits for Established and Alternative Test Sites. In: IEEE Transactions on Electromagnetic Compatibility, Band 53, Nr. 4, 2011, S. 863–875.
- Hans Georg Krauthäuser: Number of samples required to meet a field inhomogeneity limit with given confidence in reverberation chambers. In: IEEE Transactions on Electromagnetic Compatibility, Band 54, Nr. 5, 2012, S. 968–975.
- Emmanuel Amador, Hans Georg Krauthäuser, Philippe Besnier: A Binomial Model for Radiated Immunity Measurements. In: IEEE Transactions on Electromagnetic Compatibility, Band 55, Nr. 4, 2013, S. 683–691.
- Fabian Ossevorth, Ralf T. Jacobs, Hans Georg Krauthäuser: A full wave description for thin wire structures with TLST and perturbation theory. In: Advances in radio science, Band 16, 2018, S. 123–133.